# フィーバーマジカル夢夢ちゃん
フィーバーマジカル夢夢ちゃんは、1998年6月にSANKYOが発売した、フィーバーパワフルのシリーズ機で夢夢ちゃんが活躍するパチンコ機のシリーズ名。
フィーバーマジカル夢夢ちゃんの1機種がある。

## 概要
液晶型のデジパチ。本機は、9分割された画面に8ライン方式を採用しているフィーバーパワフルのシリーズ機として登場したフィーバースーパーナインの姉妹機である。主役は夢夢ちゃんに交代している。大当たり図柄がフルーツではなく様々なアイテムに変更されているのが特徴である。本機は、時短搭載の現金機で、全ての大当たり終了後は時短モードに突入する。フィーバースーパーナイン同様に液晶は演出用で、メインデジタルは盤面右下にある。液晶に7が1ライン成立するとメインデジタルでは「333」が揃う。7が2ライン以上、もしくはオールアイテムが成立した場合は、メインデジタルでは「FFF」が揃う。

## スペック
- フィーバーマジカル夢夢ちゃん
  - 賞球数 5&13
  - 大当たり最高継続 16R
  - 大当たり確率 1/223.5
  - 時短回数　80回

## 図柄
- 液晶図柄
  - 7
  - 杖
  - 手鏡
  - ナイフ
  - ランプ
  - ホウキ
  - 水晶
  - 指輪
  - 腕輪
  - 宝石
  - 靴
  - 本
  - CHANCE
- デジタル図柄
  - 0
  - 1
  - 2
  - 3
  - 4
  - 5
  - 6
  - 7
  - 8
  - 9
  - F
  - A
  - P
  - L

## 演出
大当たり前兆機能は、本機にも搭載されている。デジタル回転開始時に夢夢ちゃんが登場し、2種類のセリフで大当たり図柄を予告する。夢夢ちゃんのセリフが「きた！！きた！！」の場合は「7」の大当たりの予告となり、「あつい！あつい！」の場合はオールアイテムの予告となる。

リーチアクションは3種類あり、ノーマルリーチ以外に2種類のスーパーリーチがある。リーチ後に夢夢ちゃんが登場し、変身に成功すれば発展する「マジカルビームリーチ」と、9画面全てに「CHANCE」が揃うと発展する「パワフルマジックリーチ」がある。マジカルビームリーチは夢夢ちゃんが大当たりの魔法をかける演出で、パワフルマジックリーチは星の雨が降れば100％大当たりとなる演出である。

## コンシューマ移植
- SANKYO FEVER実機シミュレーションS Vol.3(セガサターン用)
  - 『SANKYO FEVER実機シミュレーションS Vol.3』(セガサターン用、ティー・イー・エヌ研究所、1998年11月26日発売、T-32105G、JAN-4997940210063)にフィーバーマジカル夢夢ちゃんが収録。

## サウンドトラック
- 『SANKYO FEVER SOUNDS ザ・パチンコ・ミュージック・フロム・SANKYO 6』 キングレコード、1998年8月21日。KICA-1214。
  - BGMが収録されている。